# Volksbank Wolfenbüttel
Die Volksbank Wolfenbüttel ist eine Genossenschaftsbank mit Sitz in Wolfenbüttel. Das Geschäftsgebiet der Bank umfasst den Landkreis Wolfenbüttel, Teile der Stadt Salzgitter sowie Teile der Landkreise Börde, Helmstedt und Peine.  

## Geschichte
1902 ging die Allgemeine Spar- und Credit-Genossenschaft mbH, Wolfenbüttel an den Start. Die Wohnstube des Kassierers Carl Knackstedt diente zunächst als Geschäftsraum. Bevor die Bank im Jahr 1911 an den heutigen Standort Am Herzogtore 12 umzog, hatte sie ihr Domizil unter dem Namen Gewerbebank eGmbH an der Langen Herzogstraße. 546 Mitglieder und eine Bilanzsumme von 1,42 Millionen Mark standen nach 10-jähriger Geschäftstätigkeit zu Buche. 
Die folgenden Jahre waren geprägt von den beiden Weltkriegen und den damit verbundenen Unsicherheiten im Geschäftsbetrieb. Den Namen Volksbank Wolfenbüttel eGmbH führte die Genossenschaft seit 1939.
Nach der Währungsreform im Jahr 1948 blieben eine Bilanzsumme von 606.000 DM und 514 Mitglieder. Die Geschäftsentwicklung der Folgejahre machten den nächsten An- und Ausbau des Gebäudes Am Herzogtore erforderlich und zahlreiche technische Neuerungen, wie der erste Geldautomat, hielten Einzug. Durch die Verschmelzungen mit der Waren-Kredit-Genossenschaft Nordharz, später mit den Volksbanken Schöppenstedt und Asse sowie der Spar- und Darlehenskasse Salzdahlum weitete sich das Geschäftsgebiet der Stadtbank Wolfenbüttel auf das landwirtschaftlich geprägte Umland aus.
Der nächste Schritt war die Fusion mit der Raiffeisen-Volksbank Salzgitter zur Volksbank Wolfenbüttel-Salzgitter im Jahre 1997. Ein Meilenstein in der Bankgeschichte war der Neubau des Hauptstellengebäudes im Jahr 2000 und der Zusammenschluss mit der Volksbank am Elm ein Jahr später. 2016 erfolgten die Fusionen mit der Volksbank Vechelde-Wendeburg und der  Volksbank Helmstedt zur Volksbank eG Wolfenbüttel mit Sitz in Wolfenbüttel.